# Pino III Ordelaffi
Pino III Ordelaffi (Forlì, 11 de marzo de 1436 – Forlì, 10 de febrero de 1480) fue un condotiero italiano y señor de Forlì de 1466 a 1480.

## Biografía
Hijo de Antonio I Ordelaffi y Caterina Rangoni, Pino Ordelaffi era hermano de Francesco IV, llamado Cecco, a quien sucedió. Fue señor de Forlì desde 1448 hasta su muerte.
En 1462 se casó con Barbara Manfredi (fallecida en 1466), hija de Astorre II Manfredi, señor de Faenza, luego con Zaffira Manfredi (fallecida en 1473), hija de Tadeo Manfredi y finalmente con Lucrezia Pico della Mirandola. Sin embargo, no tuvo descendencia legítima.
Barbara Manfredi, hija de Astorre II Manfredi, señor de Faenza, estaba prometida con él, desde los siete años, pero no se casó hasta cumplir los dieciocho años, en 1462. Su unión fue bastante inquietante debido a unos trágicos sucesos y presuntos crímenes que la caracterizaron. En 1463, Pino cayó enfermo gravemente y se sospechaba que su hermano Francesco le podría haber envenenado, pero Pino se recuperó. En 1466, fue Francesco el que enfermó, ya que Barbara Manfredi intentó envenenarlo, aunque no lo consiguiera. Francesco fue entonces encarcelado con su esposa Isabel Manfredi y finalmente, fue asesinado por un oficial. Pino se apoderó de la ciudad y se convirtió en señor de Forlì y Forlimpopoli, una posición que consolidó gracias al apoyo de la poderosa República de Venecia, que tenía diversos intereses en el territorio de los Ordelaffi.
Sin embargo, las circunstancias singulares mencionadas no terminaron. La esposa de Pino, Barbara, que parece tuvo una relación romántica con un miembro de la corte de Forlì, Giovanni Orceoli, murió repentinamente, lo mismo que Giovanni. El padre de Bárbara sospechó de inmediato que su esposo la había envenenado por celos, y entró en conflicto con él.
Pino, entonces, buscó una alianza con Taddeo Manfredi, señor de Imola y rival de Astorre, para resistir las ambiciones de este, quien con la ayuda del Papa, trató de expulsarlo de Forlì. Su segunda esposa, Zaffira Manfredi, también murió inesperadamente después de dos años de matrimonio. Sin embargo, las cosas mejoraron con la tercera, Lucrezia Pico, que sobrevivió a Pino, aunque fue acusada de haberlo envenenado.
Mientras tanto, Pino también había envenenado a su madre en 1467 y ese mismo año participó en la batalla de Molinella, durante la que fue herido.
Pino murió, a la edad de 44 años, el 10 de febrero de 1480, después de una cena en la casa del secretario de su corte, Luffo Numai. Fue enterrado en la iglesia de San Girolamo en Forlì. Dejó su herencia a sus hijos naturales Caterina y Sinibaldo II. Este último lo sucedió por un período muy breve bajo la tutela de Lucrezia Pico. El último señor de Forlì será Antonio Maria Ordelaffi, hijo de Francesco IV Ordelaffi, hermano de Pino, que gobernó entre 1503 y 1504, después de la administración de Catalina Sforza y la ocupación de César Borgia, anexionando el territorio a los Estados Pontificios. Finalmente será Girolamo Riario quien obtendrá el señorío de Forlì.
El penúltimo señor de Forlì se dedicó activamente al bienestar de sus súbditos y bajo su administración, hubo prosperidad y aumentó el prestigio de la corte. Fue un mecenas comprometido y protegió a artistas de valía. Enriqueció el palacio de la ciudad, completó la construcción de los muros de la ciudad, fortificó el castillo de Ravaldino y construyó nuevas iglesias embelleciéndolas con obras de arte.
En memoria de Barbara Manfredi, para demostrar el afecto que sentía por ella, Pino hizo construir un bello monumento funerario, obra de Francesco di Simone Ferrucci de Fiesole, que originalmente estaba en la iglesia de San Biagio en San Girolamo en Forlì, pero fue destruido durante un bombardeo durante la Segunda Guerra Mundial. Ahora se puede visitar en la abadía de San Mercuriale de Forlì.
| Predecesor: Francesco IV Ordelaffi | Señor de Forlì 1466 - 1480 | Sucesor: Sinibaldo II Ordelaffi |